# NGC 7028
NGC 7028 is een niet-bestaand object in het sterrenbeeld Dolfijn. Het hemelobject werd op 17 september 1863 ontdekt door de Duitse astronoom Albert Marth.